# Pseudophilotes
Pseudophilotes  (лат.) — род дневных бабочек из семейства Голубянки (Lycaenidae). 
Эти бабочки обитают от Сибири до Афганистана. Один вид (лат. Pseudophilotes panoptes) является эндемиком Испании.
Голова с голыми глазами без волосков. Внешний край передних и задних крыльев округлый. Бахромка крыльев пестрая. Половой диморфизм выражен у всех представителей рода (верхняя сторона крыльев самцов - синие, самок - сине-бурая). Общий фон нижней стороны крыльев - серый, с одним пятном в центральной ячейке, а также  с рыжеватыми лунками в маргинальной области (реже они отсутствуют). 

## Список видов
Род состоит из семи видов:
- Pseudophilotes abencerragus
- Pseudophilotes barbagiae
- Pseudophilotes baton — Голубянка серовато-голубая, или Голубяночка обыкновенная
- Pseudophilotes bavius — Голубянка бавий
- Pseudophilotes panope — Голубянка Панопа
- Pseudophilotes sinaicus
- Pseudophilotes vicrama — Голубянка викрама